# Centre-du-Québec
Le Centre-du-Québec est une région administrative du Québec située sur la rive sud du Saint-Laurent, face à Trois-Rivières. Elle est composée de 5 municipalités régionales de comté (MRC) et de 80 municipalités. Elle est devenue une région administrative indépendante le 30 juillet 1997. Il s'agit également de la région de naissance de la poutine.

## Géographie
Sont repartis sur son territoire, en ordre d'importance : les forêts (41,9 %), les terres agricoles (41,0 %), les milieux humides (8,9 %), les eaux (4,6 %) et finalement les surfaces artificielles (3,6 %).

### Situation
Le Centre-du-Québec est situé non pas au centre géographique du Québec, mais plutôt « au cœur » de la vallée du Saint-Laurent, là où réside majoritairement la population québécoise. La région est située à mi-chemin entre les villes de Montréal et Québec, près du fleuve Saint-Laurent, ce qui lui confère son caractère central.
La région s'étend sur 7 262 km2 de superficie, dont 6 921 km2 qui sont terrestres, soit moins de 0,5 % du territoire québécois. Les agglomérations urbaines de Drummondville et de Victoriaville sont les principaux pôles économiques.
Elle est bordée au nord, au-delà du fleuve Saint-Laurent, par la Mauricie, à l'ouest par la Montérégie, à l'est par Chaudière-Appalaches et au sud par l'Estrie.

### Relief

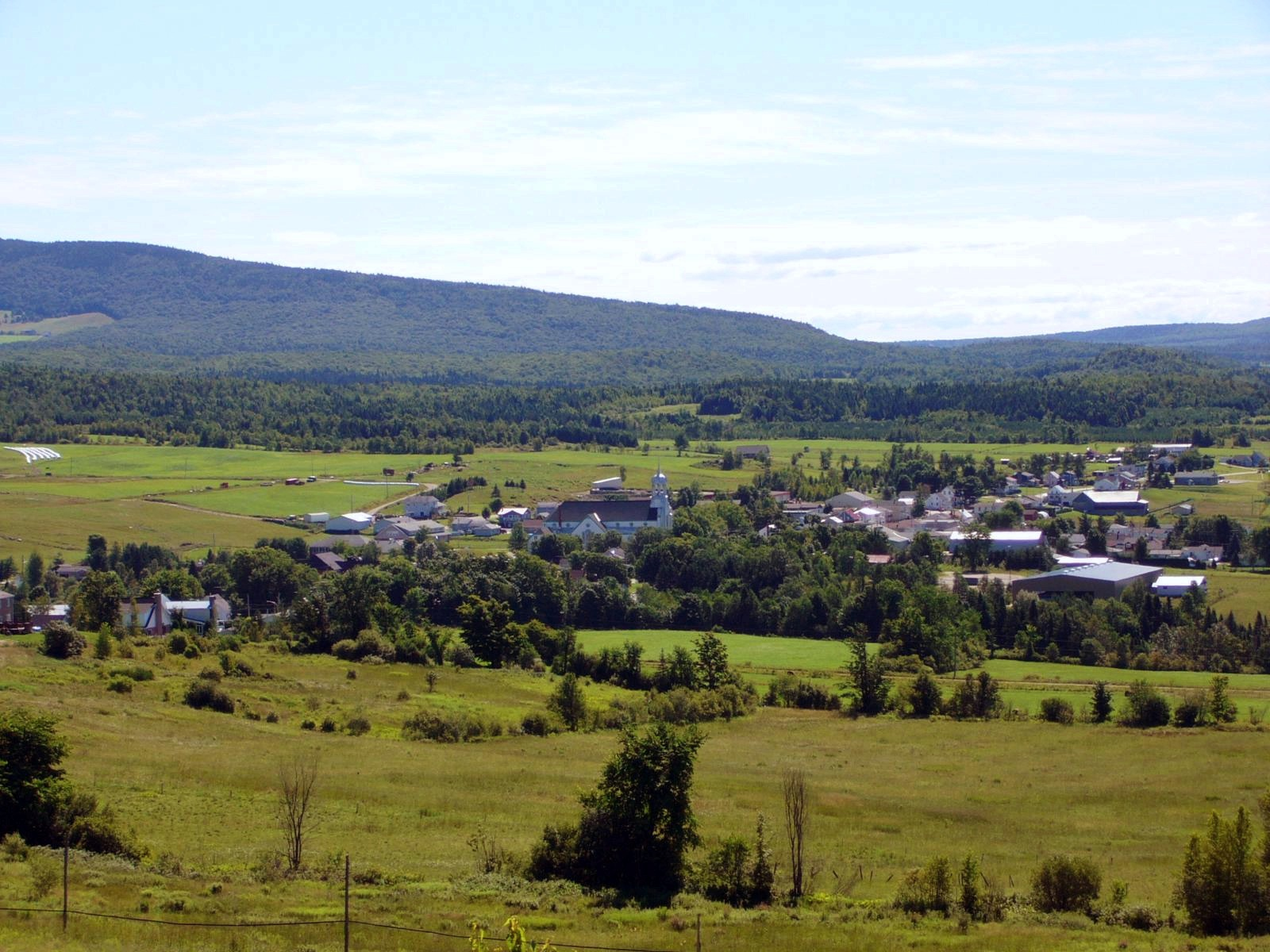
Paysage du Centre-du-Québec.

La région est constituée, d'une part, par la plaine agricole des basses-terres du Saint-Laurent, et d'autre part, par un piedmont de la chaîne des Appalaches. L'altitude minimale est de 1 m au fleuve Saint-Laurent, tandis que l'altitude maximale est de 625 m à la Montagne à Simoneau. 

### Hydrographie
Le Centre-du-Québec est traversé par plusieurs rivières ; les principales sont Saint-François (Alsigôn-tekw), Nicolet (Pithigani-tekw) et Bécancour (Wôlinak-tekw). Leurs sources se trouvent toutes dans les Appalaches des Cantons-de-l'Est .

### Transport
Le réseau autoroutier est constitué par l'autoroute 20, l'autoroute 30, l'autoroute 55 et l'autoroute 955. Les autres routes importantes sont les routes 116, 122, 132, 139, 143, 161, 243, 255 et 265.

## Histoire

### Préhistoire et premiers établissements

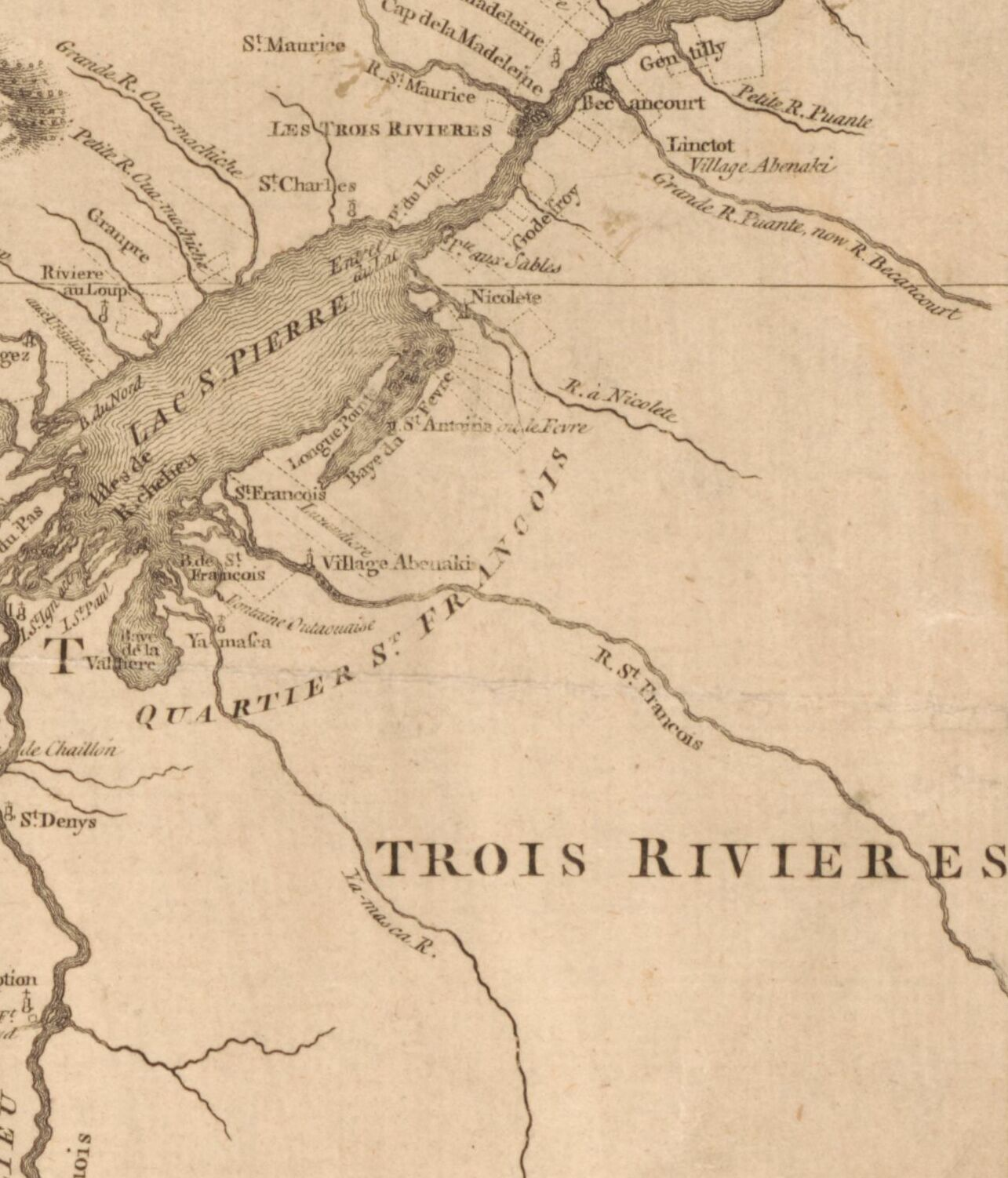
Jusqu'au XIXe siècle, le Centre-du-Québec est peu occupé, à l'exception des rives du Saint-Laurent.

La région immerge après la disparition de l'inlandsis laurentidien et le retrait de la mer de Champlain, à la suite de la dernière période glaciaire, entre 9 000 et 5 500 AP. Des artefacts témoignent de la présence de chasseurs-cueilleurs entre 6 000 et 1 000 AP. Lors du passage de l'explorateur français Jacques Cartier dans les années 1530-1540, la région est habitée par les Iroquoiens du Saint-Laurent, possiblement ceux de Maisouna qui occupent l'espace entre Canada et Hochelaga. Des Algonquins et des Innus s'établissent ensuite sur le territoire, face à Trois-Rivières fondée en 1634. Les Abénaquis s'installeront durablement dans la région dès les années 1650 en raison des guerres indiennes.
Au sein de la colonie française du Canada, la région est administrée par le gouvernement des Trois-Rivières. Les fiefs de Lintot et Dutort sont les premières propriétés concédées en 1637 à l'emplacement actuel de Bécancour. En 1683, tout le rivage centricois du fleuve Saint-Laurent est concédé bien que peu peuplé. Le recensement de 1681 dénombre seulement 218 habitants dont la majorité réside à Saint-François-du-Lac, Nicolet, Bécancour et Nicolet. La population atteint 1 315 habitants en 1739 puis 2 825 en 1765. Cette hausse avant la Conquête britannique est reliée à une forte natalité et l'arrivée de réfugiés acadiens.

### Migration vers l'intérieur
Sous la province britannique de Québec, la rivière Godefroy au Centre-du-Québec sert de frontière entre les districts de Québec et Montréal. Le district de Trois-Rivières est finalement recréé en 1790. En 1792, avec la création de la chambre d'assemblée du Bas-Canada, la région est entièrement englobée dans le comté du Buckinghamshire. Il sera scindé vers 1830 pour faire place aux comtés de Mégantic, Drummond, Lotbinière, Nicolet et Yamaska, tous conservés sous des noms similaires jusqu'à aujourd'hui.
Le Centre-du-Québec connaît un grand mouvement de colonisation au XIXe siècle. Le peuplement achevé des seigneuries vers 1830 et l'immigration britannique pousse l'exploration et l'occupation des vastes espaces inhabités et encore sauvages des Bois-Francs, plus au sud à l'intérieur des terres. Les nouveaux territoires sont tous divisés en canton. Initialement, la spéculation foncière est forte et les colons s'établissent sans détenir de titre de propriété, engendrant le phénomène des « squatters ». La migration provient de tous les fronts, celui à la marge des seigneuries le long du Saint-Laurent (au nord), de la Beauce (à l'est) et de la plaine maskoutaine et des Cantons de l'Est (à l'ouest et au sud). Au milieu du XIXe siècle, 15 % de population du Centre-du-Québec était originaire des îles Britanniques, ce qui marquera la toponymie et le patrimoine architectural de la région.
Avec le peuplement, le domaine agricole centricois atteindra 10 % des terres aménagées au Québec en 1911 alors que ce pourcentage n'était que de 4,6 % au début des années 1830.

### Émergence économique et culturelle des Bois-Francs

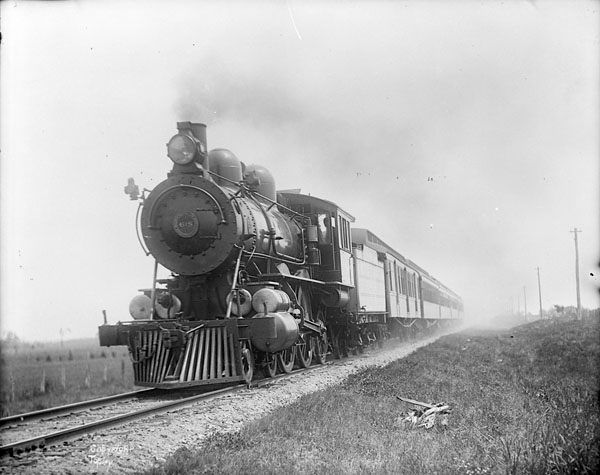
Locomotive du chemin de fer du Grand Tronc.

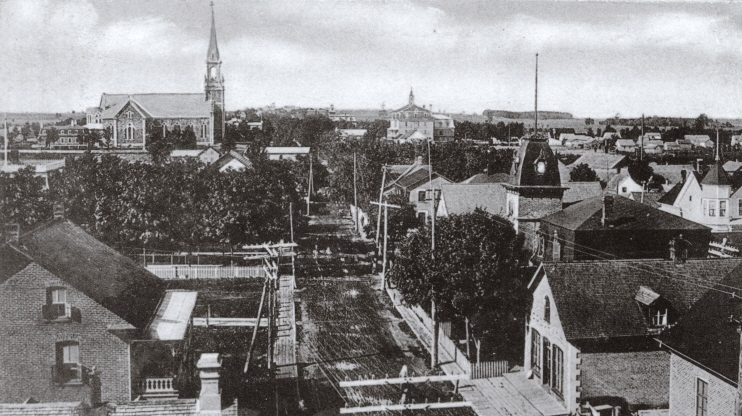
Plessisville en 1910.

À l'exception du chemin royal longeant le fleuve dès la fin XVIIIe siècle, la première grande route ouverte au Centre-du-Québec est le chemin Craig, reliant Saint-Gilles en Beauce jusqu'au canton de Shipton (aujourd'hui Danville). Elle est abandonnée avec la guerre anglo-américaine de 1812, pour amoindrir les risques d'invasion de la région par les États-Unis. Le réseau routier le long de la rivière Saint-François est ensuite priorisé. Drummondville est fondée en 1815 par Frederick Heriot comme colonie militaire. Durant la rébellion des Patriotes, le comté de Yamaska occupe une place importante dans l'effervescence républicaine et anti-loyaliste au Bas-Canada.
Le chemin Gosford et le chemin d'Arthabaska voient respectivement le jour en 1843 et 1849. Le réseau routier se consolide dans la deuxième moitié du siècle autour des nouvelles voies ferrées. Le segment centricois du Grand Tronc, chemin de fer supranational reliant le Midwest à l'Atlantique, est construit dans les années 1850 au pied des Appalaches, faisant émerger plusieurs noyaux villageois comme Victoriaville en 1851. Cette dernière est reliée au fleuve Saint-Laurent par le chemin de fer en 1864.
À partir de 1891, la croissance démographique des villes et villages commence à se faire au détriment des paroisses. Historiquement, Nicolet fut le premier pôle de la région, avec la création de son collège en 1803 et du premier diocèse en 1885. Victoriaville acquiert de son côté le statut de ville en 1890 et surpasse Nicolet en population à partir de 1911, devenant le principal pôle de l'intérieur centricois.

### Histoire récente
Lors de la création des dix régions administratives du Québec en 1966, le territoire centricois est inclus dans la région de Trois-Rivières. En 1987, cette région est renommée Mauricie-Bois-Francs pour mieux distinguer les parties nord et sud. Néanmoins, dans les années 1990, des élus locaux demandent la création d'une région administrative distincte de la Mauricie. Lors du référendum québécois de 1995, les Centricois votent majoritairement en faveur de l'indépendance du Québec. Le 30 juillet 1997, le gouvernement du Québec attribue aux Bois-Francs son autonomie régionale. Le nom Centre-du-Québec est préféré à celui des Bois-Francs, puisqu'il exprime la « position de cette région administrative au cœur du Québec habité ». Plusieurs ministères établissent une direction propre dans la région, mais d'autres organes gouvernementaux dont ceux du système de santé demeurent affiliés à la Mauricie.

## Démographie

### Démographie régionale
| 1986    | 1991    | 1996    | 2001    | 2006    | 2011    | 2016    |
| ------- | ------- | ------- | ------- | ------- | ------- | ------- |
| 202 317 | 207 663 | 215 207 | 222 747 | 225 973 | 234 163 | 242 399 |

Le recensement du Canada de 2016 estime la population du Centre-du-Québec à 242 399 personnes.
Au 1er juillet 2010, l'Institut de la statistique du Québec a estimé le taux de fécondité de la région à 1,91 enfant par femme, un taux supérieur au taux de l'ensemble du Québec. Le taux d'emploi de la région était de 61,4 % et le taux d'emploi de 56,4 % au quatrième trimestre 2011.
La majorité des habitants sont de religion catholique.

### Principales villes
| 1 | Drummondville | Drummond        | 79 258 |
| 2 | Victoriaville | Arthabaska      | 47 760 |
| 3 | Bécancour     | Bécancour       | 13 561 |
| 4 | Nicolet       | Nicolet-Yamaska | 8 620  |
| 5 | Plessisville  | L'Érable        | 6 414  |
| 6 | Princeville   | L'Érable        | 6 218  |
| 7 | Warwick       | Arthabaska      | 4 729  |
| 8 | Daveluyville  | Arthabaska      | 2 360  |
| 9 | Kingsey Falls | Arthabaska      | 2 002  |

## Diocèse
La majorité des paroisses sont rattachées au diocèse de Nicolet. D'autres paroisses font partie du diocèse catholique de Québec ; c'est le cas de celle de la MRC de L'Érable.

## Administration
La région du Centre-du-Québec est composée de quatre-vingt municipalités locales réparties dans cinq municipalités régionales de comté (MRC). Elle comporte également deux réserves indiennes (Odanak et Wôlinak).
| Nom             | Chef-lieu     | Population 2021 | Superficie terrestre (km2) | Densité (hab./km2) |
| --------------- | ------------- | --------------- | -------------------------- | ------------------ |
| Arthabaska      | Victoriaville | 74 348          | 1 910,6                    | 38,91              |
| Bécancour       | Bécancour     | 20 748          | 1 231,3                    | 16,85              |
| Drummond        | Drummondville | 107 967         | 1 600,26                   | 67,47              |
| L'Érable        | Plessisville  | 23 534          | 1 287,86                   | 18,27              |
| Nicolet-Yamaska | Nicolet       | 23 848          | 1 007,09                   | 23,68              |
| Région          | Région        | 74 348          | 1 910,6                    | 38,91              |

## Politique

### Ministre responsable
| Années | Années          | Député                 | Parti                   |
| ------ | --------------- | ---------------------- | ----------------------- |
|        | 2012 - 2014     | Yves-François Blanchet | Parti québécois         |
|        | 2014 - 2018     | Laurent Lessard        | Parti libéral du Québec |
|        | 2018 - en cours | André Lamontagne       | Coalition avenir Québec |

### Circonscriptions électorales

#### Circonscriptions électorales provinciales
- Arthabaska : - (-)
- Drummond–Bois-Francs : Sébastien Schneeberger (CAQ)
- Johnson : André Lamontagne (CAQ)
- Nicolet-Bécancour : Donald Martel (CAQ)

#### Circonscriptions électorales fédérales
- Bécancour—Nicolet—Saurel—Alnôbak : Louis Plamondon (BQ)
- Drummond : Martin Champoux (BQ)
- Mégantic—L'Érable : Luc Berthold (PCC)
- Richmond—Arthabaska : Eric Lefebvre (PCC)

## Santé
La région est desservie par le Centre intégré de santé et de services sociaux de la Mauricie et du Centre-du-Québec, faisant partie du Réseau universitaire intégré de santé Sherbrooke. Les services régionaux sont :
- services de réadaptation en dépendance ;
- services de protection et de réadaptation pour les jeunes en difficulté d’adaptation et leur famille ;
- services en déficience intellectuelle et trouble du spectre de l'autisme - Institut universitaire ;
- services de réadaptation en déficience physique.

### Centre intégré de santé et de services sociaux
- Arthabaska-et-de-l'Érable
- Bécancour-Nicolet-Yamaska
- Drummond

## Éducation

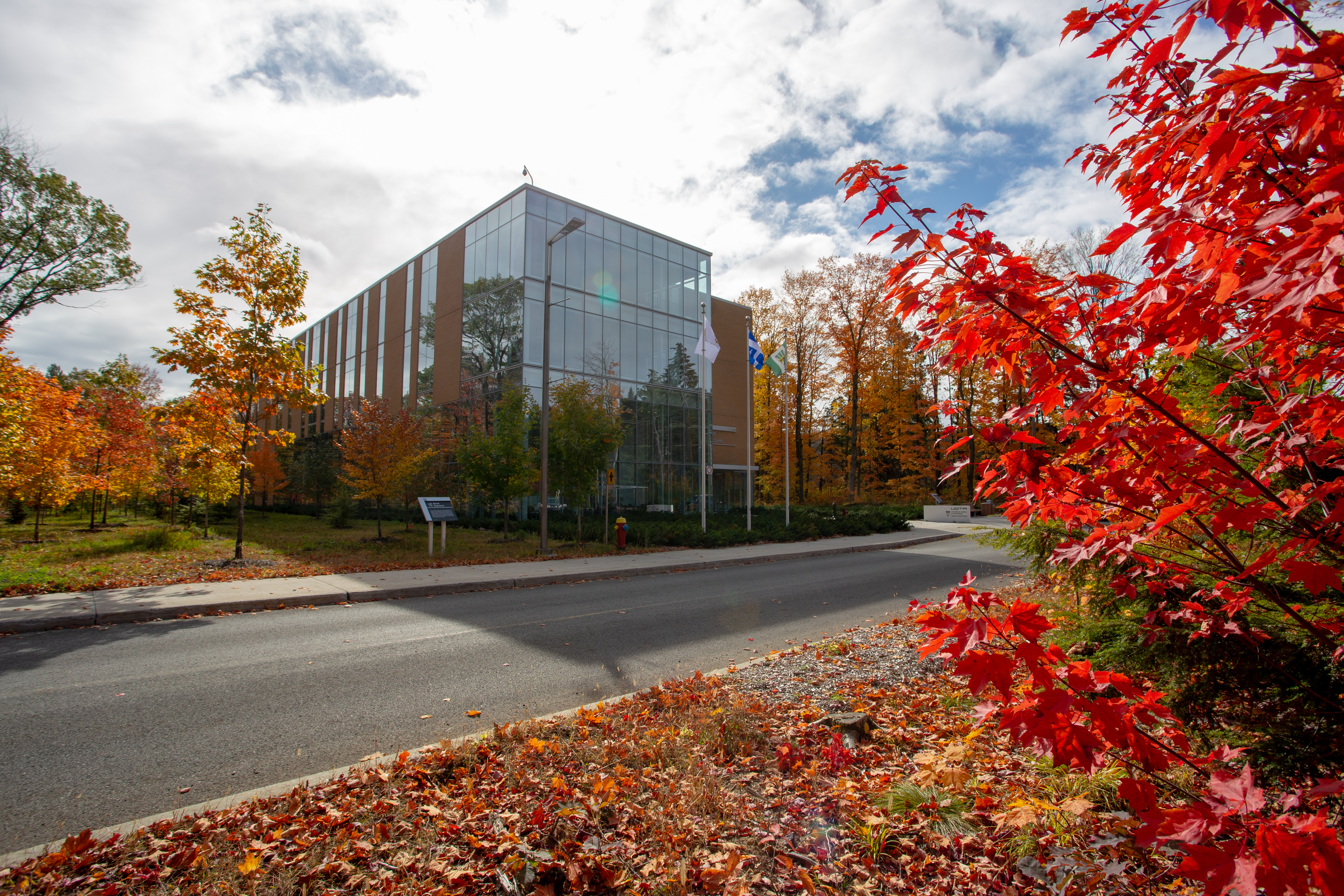
Campus de l'UQTR à Drummondville.

Au niveau scolaire, la région est desservie par trois centres de services scolaires francophones : 
- le centre des Bois-Francs, à l'est,
- le centre des Chênes, à l'ouest, et
- le centre de la Riveraine, au nord.

La population anglophone est desservie par la commission scolaire Eastern Townships.
Au niveau de l'éducation supérieure, la région compte trois cégeps, soit le cégep de Drummondville et le cégep de Victoriaville, ainsi que l'institution Kiuna à Odanak. La région accueille aussi un campus de l'Université du Québec à Trois-Rivières (UQTR) situé à Drummondville. En outre, le nord de la région est l'hôte d'institutions spécialisées, en raison de sa proximité avec Trois-Rivières : Nicolet est le siège de l'École nationale de police du Québec et Bécancour accueille un laboratoire sur la décomposition humaine de l'UQTR,,.
Par ailleurs, les populations étudiantes de Nicolet et Bécancour qui fréquentent le cégep de Trois-Rivières, le collège Laflèche et l'UQTR sont desservies par transport collectif,.

## Médias
La région est desservie par les stations de radio CKBN-FM 90,5 à St-Grégoire, CFDA-FM 101,9, CFJO-FM 97,3 et KYQ 95.7/103.5 à Victoriaville, NRJ 92.1 et Rouge-FM 105.3 à Drummondville et CJAN 99,3 à Asbestos. 
Il n'y a aucun grand réseau de télévision sur le territoire. La Société Radio-Canada possède toutefois un bureau avec un vidéojournaliste à Drummondville depuis 2003. Ce dernier est responsable de la couverture de l'actualité dans le Centre-du-Québec. Les stations de Trois-Rivières, Sherbrooke et Québec donnent l'information locale via TVA et Radio-Canada. La TVCBF est la seule station de télévision qui produit un bulletin de nouvelles locales et régionales.
Les journaux hebdomadaires L'Express de Drummondville, L'Avenir de l'Érable de Plessisville et La Nouvelle/L'Union de Victoriaville et Le Courrier Sud sont distribués dans la région. Les journaux quotidiens Le Nouvelliste de Trois-Rivières et La Tribune de Sherbrooke couvrent l'information locale.

## Tourisme
Située au sud du fleuve Saint-Laurent, la région touristique du Centre-du-Québec fait partie de « Colorful Québec », regroupement destiné à la promotion touristique des régions du sud du Québec sur les différents marchés internationaux.